# Regeltjärnen
Regeltjärnen är en sjö i Hudiksvalls kommun i Hälsingland och ingår i Delångersåns huvudavrinningsområde. Sjön är 4 meter djup, har en yta på 0,0583 kvadratkilometer och befinner sig 292,9 meter över havet.

## Delavrinningsområde
Regeltjärnen ingår i det delavrinningsområde (684379-153521) som SMHI kallar för Mynnar i Storån. Medelhöjden är 318 meter över havet och ytan är 3,06 kvadratkilometer. Det finns inga avrinningsområden uppströms utan avrinningsområdet är högsta punkten. Vattendraget som avvattnar avrinningsområdet har biflödesordning 4, vilket innebär att vattnet flödar genom totalt 4 vattendrag innan det når havet efter 67 kilometer. Avrinningsområdet består mestadels av skog (81 procent). Avrinningsområdet har 0,06 kvadratkilometer vattenytor vilket ger det en sjöprocent på 1,9 procent.